# Folie
Pour les articles ayant des titres homophones, voir Foli et Folly.
« Dingue » redirige ici. Pour les articles homophones, voir Dingue (album) et Dengue.
Pour les articles homonymes, voir Folie (homonymie).

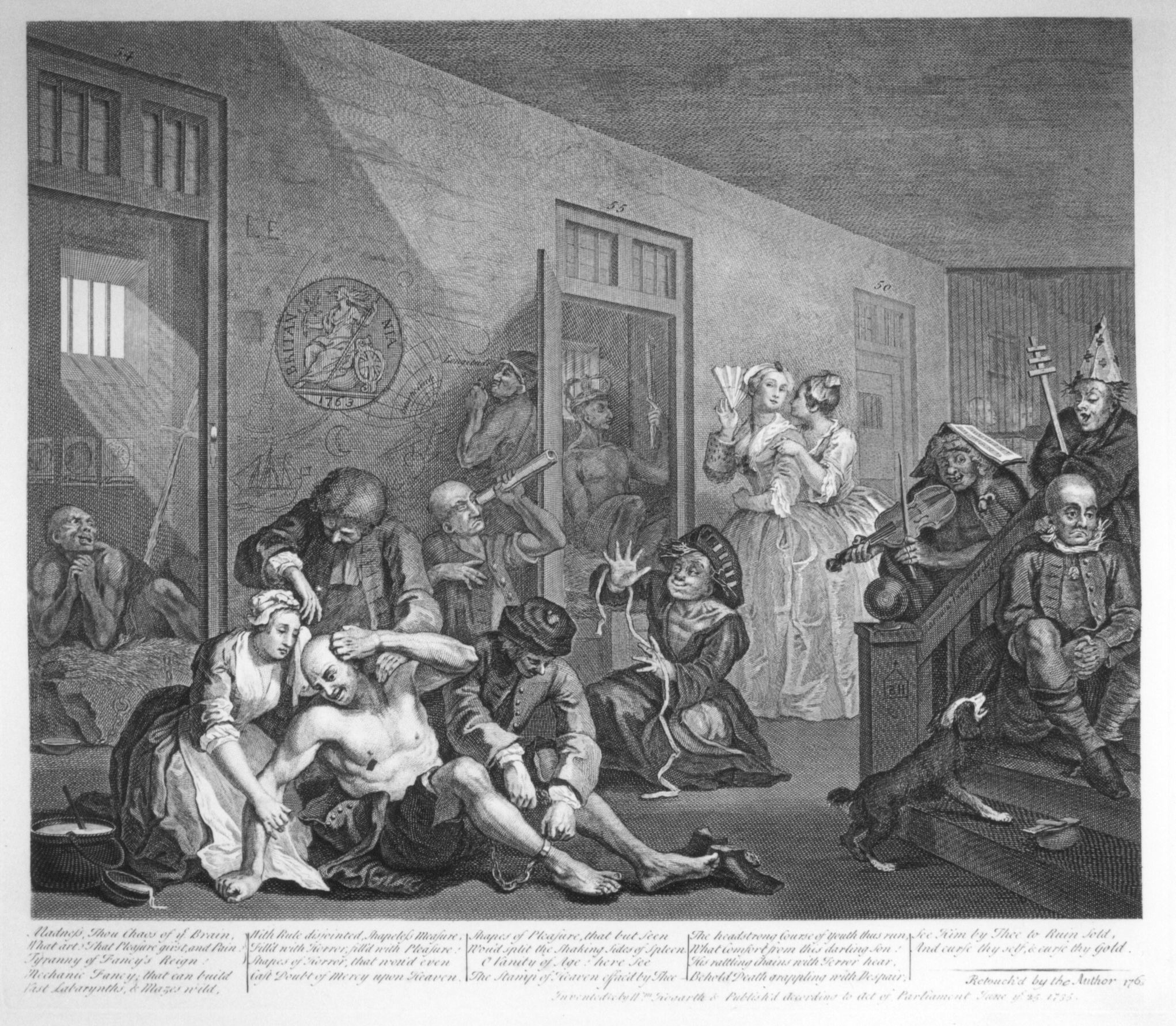
L'asile de Bedlam à Londres, gravure de William Hogarth, 1763.

La folie est une notion extrêmement polysémique. Elle désigne le plus souvent des comportements jugés et qualifiés d'anormaux.
Selon le contexte, les époques et les milieux, la folie peut désigner la perte de la raison ou du sens commun, le contraire de la sagesse, la violation de normes sociales, une posture marginale, déviante ou anticonformiste, une impulsion soudaine, une forme d'idiotie, une passion, une lubie, une obsession, une dépense financière immodérée.
La folie peut être passagère ou chronique, latente ou foudroyante, héréditaire ou provoquée. Elle peut être l'expression d'une démesure comme « la folie des grandeurs », ou un simple penchant, comme « la folie douce ». Elle peut être « guerrière » ou qualifier un sentiment aussi fort que l'« amour fou ». Elle peut aussi bien faire référence à une souffrance extrême qu'à un état spirituel particulier, provenir d'une situation d'exclusion ou être vécue collectivement. 
Que ce soit par le biais des contes, des récits mythologiques et historiques, de la peinture ou de certaines expressions du langage courant, la folie n'a eu de cesse que de questionner notre humanité à travers les âges. La folie n'épargne personne : rois (Louis II de Bavière, Charles VI), philosophes (Friedrich Nietzsche), militaires, écrivains (Antonin Artaud ), peintres (Vincent van Gogh) et illustres inconnus de toutes les époques ont contribué, parfois volontairement, à rendre la folie toujours plus difficile à appréhender par la raison.
Le terme « folie » n'est plus employé à des fins diagnostiques en psychiatrie. On lui préfère les formulations « troubles psychiques ou troubles mentaux » avec par exemple, la psychose, la schizophrénie, le trouble bipolaire, la paranoïa, la catatonie, etc. qui sont l'objet d'étude de la psychopathologie et donnent lieu à différents classements (liste des troubles mentaux).

## Histoire

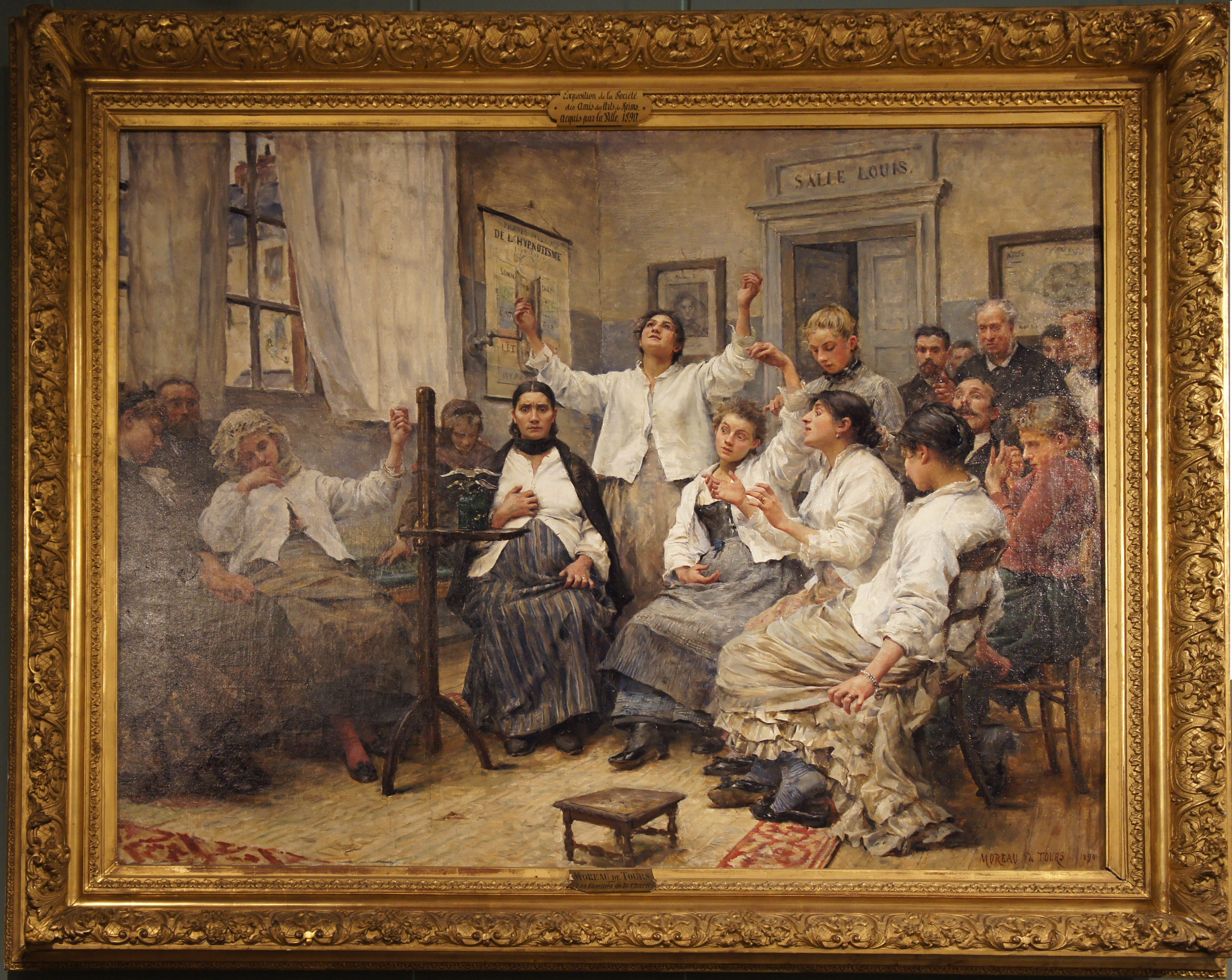
Hôpital de la Charité, Les fascinées par Paul Moreau de Tours.

La folie est un concept ancien. Les cultures traditionnelles ont pour guérisseurs des docteurs et chamans, des herbes, ou médecine folklorique concernant les esprits maléfiques et comportements bizarres, par exemple. Des archéologues ont déterré des squelettes (d'au moins 7000 ans) trépanés. Ses contemporains pensaient probablement les sujets possédés par des démons.
La perception de la folie a évolué suivant les sociétés. Tantôt fatalité causée par la naissance, tantôt don ou malédiction divine, tantôt maladie. Louis XI, roi de France, parle ainsi de sa fille Anne de France : « la moins folle femme de France, car de sage il n'y en a point ».

## Sociologie
Une grande partie des sociétés humaines s'attache à réserver un traitement spécifique à ceux qu'elles désignent comme fous.
L'intention est d'ordre multiple :
- Protéger l'individu contre lui-même : automutilation, suicide, destruction de ses propres biens… ;
- Protéger des individus désignés des agissements du fou : offenses, agressions, attaques… ;
- Protéger la société et son ordre (exemple, lutter contre les agissements de l'individu incluant : exhibition, tapage, destruction de biens publics, propos jugés antisociaux).

Il en résulte qu'il existe une folie sociale, qui n'est pas reconnue par le corps médical. Les lignes de démarcation entre folie et non folie dépendent des règles gouvernant une société, à un instant donné. Ainsi, peut être considéré comme fou quelqu'un qui dilapide ses biens, ou un opposant politique virulent. Exemples : les internements psychiatriques sous le régime communiste roumain, en URSS et autres cas. Par ailleurs, de nombreuses sociétés acceptent l'idée d'une folie temporaire, quelles qu'en soient leurs causes. Il s'agit de folie meurtrière (Amok en Malaisie), de coup de folie, quart d'heure de folie, folie amoureuse. Se posent alors deux questions : la possibilité pour l'individu de recouvrer la raison de façon durable, et sa responsabilité en cas d'actes répréhensibles durant son état de folie.
Dans la mesure où la folie est décrétée par un ordre social établi, certains opposants à cet ordre se réclament de la folie, ou font l'apologie de la folie, comme source de la vraie sagesse. Des références notables peuvent être citées tels Éloge de la Folie (livre d'Érasme), Éloge de la Folie (chanson du groupe pop français Triangle) et Mad, journal satirique américain, dont le titre anglais signifie « fou ». D'autres, au contraire, luttent contre le concept de folie, voire considèrent ce concept comme étant un fruit de la propagande afin de mieux exclure ceux qui ne respectent pas un certain conformisme.

### Représentation populaire

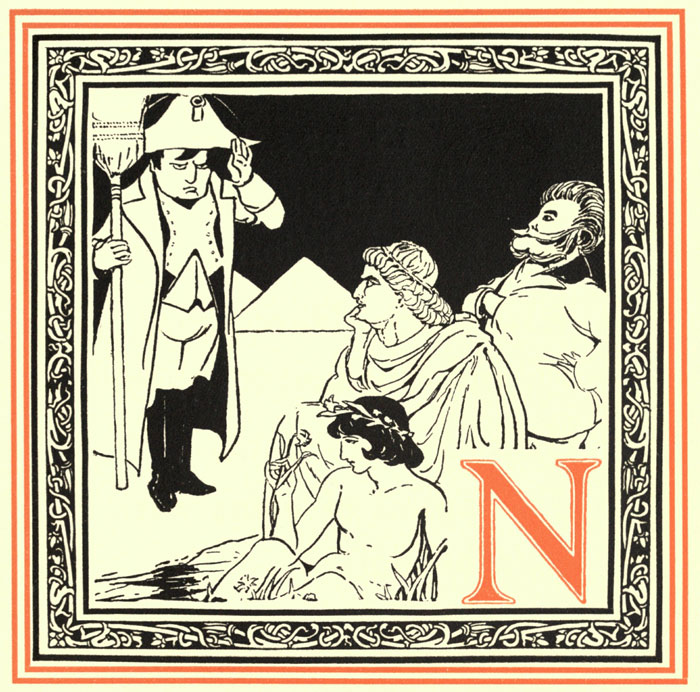
Napoléon dans lAlphabet des célébrités par Oliver Herford, 1899.

Une représentation graphique symbolique du fou est constituée d'un individu portant sur la tête un entonnoir en guise de chapeau. En anglais, certaines expressions populaires disent « fou comme un lièvre de Mars » ou « comme un chapelier ». Le parler québécois désignera « une poule sans tête » ou une personne qui « pète une bulle ».
En France, il est courant de dire qu'un fou « se prend pour Napoléon ». En 1847, le psychiatre Jean-Etienne Esquirol écrit : « L’année où l’on ramena à Paris le cercueil de Napoléon, le docteur Voisin constata à Bicêtre l’entrée de treize à quatorze empereurs […]. Cette présence de Napoléon parmi nous, les images, les signes extérieurs dont on entoura sa mémoire et qui semblaient pour ainsi dire multiplier sa figure, tout contribua à créer dans cet événement une cause particulière d’aliénation mentale ». Napoléon est le cas le plus fréquent d'identification imaginaire mais d'autres cas sont signalés où le patient s'identifie à Jésus-Christ, Jeanne d'Arc ou Mahomet ou, plus récemment, à Silvio Berlusconi (en Italie) ou à Oussama Ben Laden.

## Media

### Jusqu'auXIXesiècleinclus
Par ordre chronologique
- Orlando Furioso (ou Roland furieux), poème épique de Ludovico Ariosto, dit l'Arioste (1532)
- Don Quichotte de Miguel de Cervantes (deux parties, 1605 et 1615)
- Le Roi Lear de William Shakespeare (1606)
- L'Homme au sable de Ernst Theodor Amadeus Hoffmann (1817)
- La Fiancée de Lammermoor de Walter Scott (1819), adapté en opéra sous le titre Lucia di Lammermoor de Gaetano Donizetti (1835)
- Le Journal d'un fou de Nicolas Gogol (1834)
- Aurélia de Gérard de Nerval (1855)
- Les Aventures d'Alice au pays des merveilles de Lewis Carroll (1865)
- L'Idiot de Fiodor Dostoïevski (1869)
- Le Horla de Guy de Maupassant (1886-1887) ainsi que d'autres nouvelles du même auteur: Un fou, Lettre d'un fou, Le Docteur Héraclius Gloss, Rêves, La Chevelure, Madame Hermet, Lui ?, L’Auberge, L’Endormeuse, La folle
- La Salle n° 6 d'Anton Tchekhov, nouvelle de 1892.

### XXesiècle
- Antonin Artaud a longuement développé le thème de la folie dans ses ouvrages.
- Nadja, récit d'André Breton (1928)
- La Chouette aveugle de Sadegh Hedayat (1936)

### XXIesiècle
- La poète Paloma Hermina Hidalgo entrelace autobiographie brute et conte de fées dans son roman Matériau Maman (2024)[8],[9].

En 1925, Albert Londres passe plusieurs mois dans différents établissements pour aliénés. Il publie un livre, Chez les fous, où il donne de la folie une définition toute personnelle : « Le corps que nous leur voyons n’est qu’une doublure cachant une seconde personnalité, invisible aux profanes que nous sommes. Quand le malade vous semble un être ordinaire, c’est que sa seconde personnalité est sortie faire un petit tour... ».
Georges Simenon a traité à de nombreuses reprises de l'article 64 du code pénal français, qui traite de la responsabilité des criminels.

### Essais
- Michel Foucault, Histoire de la folie à l'âge classique  (ISBN 978-2070295821)
- Claude Quétel, Histoire de la folie : De l'Antiquité à nos jours  (ISBN 978-2847349276)
- Serge Tribolet, La Folie, un bienfait pour l'humanité, 2004, Santé édition, collection Humanités, 191 pages  (ISBN 978-2864111771)
- Philippe Pignarre, Les malheurs des psys : Psychotropes et médicalisation du social, 2006, Éditions La Découverte, Cahiers libres, 178 pages  (ISBN 978-2707149749)
- Henri Maldiney, Penser l'homme et la folie, 1991, Éditions Jérôme Millon, Krisis, 308 pages  (ISBN 978-2841372003)
- Philippe Rappard, L'État et la psychose, 2000, L'Harmattan, collection Psychanal. & Civili., 250 pages  (ISBN 978-2738495198)
- Jean-Claude St-Onge, Tous fous ? L'influence de l'industrie pharmaceutique sur la psychiatrie, 2013, Ecosociété, 236 pages  (ISBN 978-2897190422)
- Maurice Corcos, L'homme selon DSM : Le nouvel ordre psychiatrique, 2011, Albin Michel, ESSAIS DOC., 227 p.  (ISBN 978-2226230706)
- Folie intime, Conversations avec ceux qui ont basculé de Henri Nhi Barte, Gérard Burtheret, First éditions, octobre 2002
- Psychanalyse de la folie sur LeMonde.fr (chronique)[11]

### Bandes dessinées
Dans les albums d'Hergé Les Cigares du pharaon et Le Lotus bleu, les trafiquants de drogue que Tintin affronte utilisent un « poison-qui-rend-fou », appelé le radjaïdjah. Philémon Siclone, Zlotzky (Cigares du Pharaon), le messager des Fils du Dragon et Didi (Lotus Bleu) en seront victimes, puis guéris par l'antidote du neurologue chinois Fen-Se-Yeng. Tintin et le maharadjah de Rawajpoutalah simuleront avoir été victimes du poison.
Au fil de ses publications, la folie et sa définition sont devenus un élément central de l'univers de Batman. En effet, les super-vilains y sont internés à l'Asile d'Arkham en raison de leur « excentricité », qui trouve son point culminant dans le personnage du Joker.
La nature même de la folie est sujet à questionnement dans de nombreux albums (ex : Batman: The Killing Joke). Certains auteurs, tel Frank Miller, mettent également en doute la santé mentale du héros (ex : The Dark Knight Returns).

### Jeux vidéo
Dans le jeu Don't Starve, la folie est une mécanique importante. Il faut en effet tenter de maintenir sa santé mentale assez haute le plus possible sous peine d'éprouver des difficultés supplémentaires pour avancer dans le jeu.
Dans le jeu Far Cry 3, la folie est définie par l'antagoniste "Vaas" comme étant l'action de répéter sans cesse la même erreur en espérant une issue différente. Il s'agit en réalité d'une phrase souvent attribuée à Albert Einstein, lequel l'aurait définie par ces mots : "La folie, c'est de se comporter toujours de la même manière en s'attendant à une issue différente".